# Голямото американско сбиване
Голямото американско сбиване беше кеч pay-per-view турнир, продуциран през лятото на месец юни или юли от професионалната кеч компания World Wrestling Entertainment (WWE). През 2009 турнирът, става известен като Сбиването. Събитието е първоначално създадено през 1985 от Jim Crockett Promotions на National Wrestling Alliance, и от предшественикът им, World Championship Wrestling (WCW). Според Рик Светкавицата в биографията си, За да бъдеш човека, Дъсти Роудс измисля концепцията. Последното събитие се провежда на 11 юни 2000 и не се провежда отново, заради закупуването на WCW от World Wrestling Federation (WWF). След четиригодишно отсъствие, турнирът се възобновява от WWE през юни 2004 за марката Разбиване! от 2004 до 2006. През 2007, за да последват формата на КечМания, WWE правят всеки турнир, включващ мачове от всичките три марки Първична сила, Разбиване и ECW. Турнирът през 2009 сменя името си на Сбиването, за да отдалечи шоуто от миналото си като част от WCW. Турнирът е заместен от Фатална четворка и Договорът в куфарчето.
През юли 2012, името на турнира се използва за епизод на СуперРазбиване на живо, включващ Голямата американска кралска битка.

## История
Голямото американско сбиване беше pay-per-view (PPV) турнир включващ главен мач и мачове преди него, включително мачове за титлиили други условия. Познато е като Голямото американско сбиване до 2009; това е оригиналното име, продуцирано от компаниите World Championship Wrestling (WCW) и Jim Crockett Promotions. Първото събитие се провежда от National Wrestling Alliance на 6 юли 1985 в American Legion Memorial Stadium, Шарлът, Северна Каролина. Голямото американско сбиване през 1986 и 1987 са включени като част от турне през юли месец. Голямото американско сбиване през 1988 е първия турнир, продуциран като pay-per-view. Шоуто продължава да се провежда единично, преди да бъде продуцирано от World Championship Wrestling. Първия турнир, продуциран от WCW е през 1991, което е считано за най-лошото шоу в хронологията на събитието. След закупуването на WCW от World Wrestling Federation през 2001, нито един от техните турнири не беше използван, докато Голямото американско сбиване не се завърна за World Wrestling Entertainment през 2004. Събитието става турнир на Разбиване! и се провежда на 27 юни 2004 в Norfolk Scope, Норфолк, Виржиния. След три години продуциран като турнир на Разбиване, Голямото американско сбиване през 2006 става последното събитие на Разбиване с това име, когато WWE обявяват че всеки турнир ще включва всичките три марки на WWE. Турнирът продължава да се продуцира като Голямото американско сбиване, преди да му сменят името със „Сбиването“ през 2009.

## Дати и места
██ Турнир на Разбиване
| № | Име                                 | Дата   | Град                   | Място                             | Главен мач                                  |
| - | ----------------------------------- | ------ | ---------------------- | --------------------------------- | ------------------------------------------- |
| 1 | Голямото американско сбиване (2004) | 27 юни | Норфолк, Вирджиния     | Norfolk Scope                     | Гробаря срещу Дъдли Бойс (Бъба Рей и Дивон) |
| 2 | Голямото американско сбиване (2005) | 24 юли | Бъфало, Ню Йорк        | HSBC Arena                        | Батиста срещу Джон Брадшоу Лейфилд1         |
| 3 | Голямото американско сбиване (2006) | 23 юли | Индианаполис, Индиана  | Conseco Fieldhouse                | Рей Мистерио срещу Крал Букър1              |
| 4 | Голямото американско сбиване (2007) | 22 юли | Сан Хосе, Калифорния   | HP Pavilion                       | Джон Сина срещу Боби Лешли2                 |
| 5 | Голямото американско сбиване (2008) | 20 юли | Юниъндейл, Ню Йорк     | Nassau Veterans Memorial Coliseum | Трите Хикса срещу Острието2                 |
| 6 | Сбиването (2009)                    | 28 юни | Сакраменто, Калифорния | ARCO Arena                        | Ренди Ортън срещу Трите Хикса2              |

Мач за:
2↑Световната титла в тежка категория
1↑Титлата на WWE;

### СуперРазбиване НА ЖИВО: Голямото американско сбиване
СуперРазбиване НА ЖИВО: Голямото американско сбиване беше седмото подред кеч събитие Голямото американско сбиване, продуцирано от WWE. Провежда се на 3 юли 2012 от American Bank Center, Корпъс Кристи, Тексас. За разлика от предишните събития на Голямото американско сбиване, това през 2012 беше специално излъчващо се на живо телевизионно предаване (Разбиване) вместо pay-per-view турнир. Излъчва се по Syfy.
| № | Резултати                                                                             | Правила | Време |
| - | ------------------------------------------------------------------------------------- | --- | ----- |
| 1 | Великият Кали и Лейла победиха Антонио Сезаро и Аксана                                | Отборен мач между мъже и жени                                                                                             | 1:56  |
| 2 | Коуди Роудс победи Крисчън                                                            | Квалифициращ мач за Договорът в куфарчето за Световната титла в тежка категория                                           | 12:50 |
| 3 | Долф Зиглър победи Алекс Райли                                                        | Квалифициращ мач за Договорът в куфарчето за Световната титла в тежка категория                                           | 4:26  |
| 4 | Джим Дъган, Сантино Марела и Сержант Слоутър победиха Камачо, Дрю Макинтайър и Хунико | Отборен мач между шестима                                                                                                 | 7:25  |
| 5 | Райбак победи Кърт Хокинс (с Тайлър Рекс)                                             | Индивидуален мач | 3:10  |
| 6 | Зак Райдър спечели последно елиминирайки Кейн                                         | Голямата американска кралска битка между 20 души, определящ Главен мениджър на Разбиване за епизода на следващата седмица | 10:48 |

#### Кралска битка
| 1          | Джъстин Гейбриъл | Грамадата                  | 0:16       |            |            |
| 2          | Бродус Клей      | Грамадата                  | 0:33       |            |            |
| 3          | Езикиел Джаксън  | Тенсай                     | 1:03       |            |            |
| 4          | Великият Кали    | Дел Рио, Фукльото и Тенсай | 1:38       |            |            |
| 5          | Деймиън Сендау   | Райдър                     | 1:58       |            |            |
| 6          | Сантино Марела   | Роудс                      | 2:15       |            |            |
| 7          | Коуди Роудс      | Грамадата                  | 2:46       |            |            |
| 8          | Кофи Кингстън    | Грамадата                  | 2:57       |            |            |
| 9          | Хийт Слейтър     | Грамадата                  | 5:33*1     |            |            |
| 10         | Джак Фукльото    | Сина                       | 5:55*2     |            |            |
| 11         | Си Ем Пънк       | Брайън                     | 6:16       |            |            |
| 12         | Даниъл Брайън    | Пънк                       | 6:16       |            |            |
| 13         | Алберто Дел Рио  | Сина                       | 8:10       |            |            |
| 14         | Тенсай           | Сина                       | 8:39       |            |            |
| 15         | Джон Сина        | Грамадата                  | 8:44       |            |            |
| 16         | Крисчън          | Грамадата                  | 9:06       |            |            |
| 17         | Долф Зиглър      | Кейн                       | 9:20       |            |            |
| 18         | Грамадата        | Кейн                       | 9:20       |            |            |
| 19         | Кейн             | Райдър                     | 10:48      |            |            |
| Победител: | Зак Райдър       | Зак Райдър                 | Зак Райдър | Зак Райдър | Зак Райдър |

Пояснения
1. ↑ ↑ Елиминация по време на рекламите.